# Takuya Kimura
Takuya Kimura (木村 拓哉, Kimura Takuya) (Tòquio, Japó, 13 de novembre de 1972), malanomenat Kimutaku, és un cantant i actor japonès. És membre del grup de música SMAP. Moltes de les sèries de televisió que ha protagonitzat han tingut bones crítiques i qualificacions. S'ha convertit en un dels actors més coneguts en tot el Japó i Àsia.